# Gino Settimi
Gino Aldo Settimi (Genzano di Roma, 5 dicembre 1948) è un politico italiano, deputato al Parlamento nella XII e XIII Legislatura; membro delle commissioni Attività produttive, Finanze e Tesoro e segretario della IV commissione.

## Biografia
Dopo aver ottenuto il diploma di Ragioneria presso l'Istituto Cesare Battisti di Velletri, si è laureato nel 1974 in Sociologia con indirizzo economico presso l'Università la Sapienza di Roma.
Da giovanissimo è stato Presidente dell'Alleanza provinciale dei contadini (ora Confederazione Italiana Agricoltori) di Roma e membro della direzione nazionale.
Con il passaggio delle competenze del settore agricolo dallo Stato alle Regioni ha pubblicato il libro: "Agricoltura Regioni ed autonomie locali", con un lavoro approfondito sulla proprietà fondiaria. Successivamente un altro libro relativo ai "piani zonali e la programmazione in agricoltura" oltre a numerosi articoli su riviste e giornali specializzati in agricoltura.
Dal punto di vista professionale è stato Ragioniere Capo del Comune di Genzano di Roma, e del Consiglio Regionale del Lazio fino al 1976. Dal 2001 al 2005 ha ricoperto incarichi di direzione presso l'assessorato all'agricoltura della Regione Lazio. Dal 2005 al 2010 è stato direttore generale dell'agricoltura.

### L'impegno politico
Esponente del PCI, nel 1978 è stato eletto consigliere nel Comune di Genzano di Roma, incarico che ha ricoperto fino al 1993. Nel 1985 e nel 1990 è stato eletto consigliere provinciale di Roma, risultando in entrambe le elezioni il consigliere più votato. Dal 1989 al 1992 è stato anche presidente del Parco regionale dei Castelli Romani. Nel dicembre 1992 è stato eletto Presidente della Provincia di Roma, incarico che ha ricoperto fino ad agosto del 1993.
Nel 1994 viene eletto alla Camera dei Deputati con il Partito Democratico della Sinistra, confermando il seggio anche nel 1996, ricoprendo diversi incarichi nella commissione industria, nella commissione Finanze e Tesoro e nella commissione Difesa di cui è stato segretario dal 1996 al 2001. È stato segretario della Federazione dei Castelli dei Democratici di Sinistra e, dal 2007, membro della prima assemblea nazionale del Partito Democratico.